# Мала принцеза (ТВ серија)
Мала принцеза је британска телевизијска цртана серија, направљена по књизи Тонија Роса. Била је популарна и приказивала се широм света. У Србији, Хрватској, Црној Гори, Босни и Херцеговини и Северној Македонији се на српском језику приказивала од 2008. на Минимакс ТВ и од 2012. на Ултра ТВ и Мини. У Србији, Црној Гори и Босни и Херцеговини се такође приказивала од 2009. на Хепи ТВ и на ТВ Кошава. Постоје 3 синхронизације на српски језик.

## Главни ликови
- Принцеза
- Краљ
- Краљица
- Служавка
- Адмирал
- Генерал
- Премијер
- Кувар
- Баштован
- Стари ујка Волтер
- Чупко
- Маца

Радња се врти око размажене мале принцезе, којој се труде да угоде сви који бораве у дворцу: од краља и краљице - њених родитеља, до послуге.

## Српске синхронизације
- Минимакс ТВ синхронизација из 2008.[тражи се извор]

Синхронизацију за Минимакс ТВ је радио студио Кларион. Синхронизоване су прве две сезоне и специјал за ноћ вештица. Уводна шпица је препевана на српски, али су натписи остављени на енглеском. Мноштво епизода је доступно на интернету. Нема DVD издања.
- Хепи ТВ синхронизација из 2009.[тражи се извор]

Хепи ТВ је сама за себе синхронизовала ову серију. Синхронизоване су само прве две сезоне. Ова синхронизација је објављена на DVD-у и постигла је највећу популарност. Уводна шпица је сачувана као инструментал, али су сви натписи на српском.
- Мини синхронизација из 2012.[тражи се извор]

Синхронизацију је радио студио Лаудворкс. Синхронизована је само трећа сезона. Синхронизација је изгубљена, а на интернету је доступна само уводна шпица, која је препевана на српски, али су натписи остављени на енглеском. У завршној шпици су наведене све улоге. Нема DVD издања.

## Приказивање широм света
| Држава                          | Назив                   |
| ------------------------------- | ----------------------- |
| Кина                            | Xiǎo gōngzhǔ            |
| Француска                       | Petite princesse        |
| Шпанија                         | Pequeña Princessa       |
| Шведска                         | Lilla Prinsessan        |
| Норвешка                        | Lille Prinsesse         |
| Исланд                          | Litla prinsessan        |
| Тајланд                         | เจ้าหญิงน้อย               |
| Финска                          | Pikku prinsessa         |
| Вијетнам                        | Công chúa nhỏ           |
| Пољска                          | Świat małej księżniczki |
| Јапан                           | Ritoru Ojo              |
| Мађарска                        | Kicsi királylány        |
| Италија                         | Ciao Principessa        |
| Немачка                         | Kleine Prinzessin       |
| Словачка · Чешка                | Malá princezná          |
| Словенија                       | Mala kraljična          |
| Русија                          | Маленькая принцесса     |
| Хрватска                        | Mala princeza           |
| Португал                        | Princesinha             |
| Гватемала · Латинска Америка    | Princesita              |
| УК · Аустралија · САД           | Little Princess         |
| Србија · Црна Гора · БиХ · БЈРМ | Мала принцеза           |
| Велс                            | Y Dywysoges Fach        |

## Списак епизода
- Списак епизода мале принцезе